# Mantella cowanii
Mantella cowanii (лат.) — вид небольших земноводных, относящийся к роду мантелл из семейства мантелл и обитающий на Мадагаскаре. Назван в честь шотландского миссионера и натуралиста Уильяма Динса Кована, работавшего на Мадагаскаре. Считается вымирающим видом.

## Внешний вид
Небольшие земноводные с заострённой мордой и глянцевой кожей. Взрослые особи достигают длины от 22 до 29 мм. Голова, туловище и конечности чёрные. На лапах и по бокам туловища имеются оранжевые, жёлтые или красные пятна. Радужная оболочка глаза чёрная. Брюшная сторона тела чёрная с округлыми бледно-голубыми пятнами. Встречаются особи с промежуточной между Mantella cowanii и Mantella baroni окраской, которые могут представлять собой межвидовые гибриды.

## Распространения и образ жизни
Эндемик Мадагаскара. Обитает в горах на востоке острова в окрестностях Антакасины, Антоэтры и Итремо на высоте от 1000 до 2000 метров над уровнем моря. Все три места обитания изолированы друг от друга и окружены сильно изменёнными сельским хозяйством ландшафтами. Общая площадь ареала оценивается в 253 км². Населяет узкие полосы растительности вдоль ручьёв по опушкам лесов. В сухой сезон прячется в пустотах под землёй. Предполагается, что вид размножается как и другие мантеллы, делая кладки на земле, а головастики развиваются в ручьях.

## Угрозы и охрана
Международный союз охраны природы отнёс вид к категории вымирающих в связи с небольшой площадью ареала и высокой нарушенностью мест обитания. К угрозам относятся вырубка лесов и браконьерство.